# 贖労銭
贖労銭（しょくろうせん/ぞくろうせん、続労銭）とは、特定の要件を満たす者（中下級の官人やその子孫、郡司などの地方豪族）に対して一定の勤続期間（労）の代わりに納めさせる金銭のこと。奈良時代には「続労」もしくは「贖労」と書かれ、前者が広く用いられていたが、平安時代に入るともっぱら「贖労」のみが用いられるようになった。

## 概要
律令制の官人制度では、所定期間の労（勤務期間のこと、通常は6年もしくは12年）を経た後にその勤務評価によって新たな位階への叙位が定められ、またその位階に相応しい官職に就けることになっていた。だが、実際には六位以下の散位、蔭子孫、位子、無位帯勲者（勲位のみしか持たない者）など、官職に就く資格があっても諸事情によって就けない者や本人の非によらない理由で官職を免じられた者もいた。そうした者を救済する方法として中央の散位寮または地元の国司・軍団に出仕させて各種業務の手伝いを行わせていた。これを「労を継続させる」という意味で続労（しょくろう/ぞくろう）と呼ばれていたが、続労を行うためには財政的な支出が伴うため、慶雲年間以後になると次第に一定の定額（定員数）が設けられるようになり、全ての希望者が続労に就く事は出来なかった。このため、額外（定員外）になってしまった人に対しては一定の金銭を納付することによって続労の代替にすることを許すようになった。これが贖労銭（続労銭）である。これによって労を得て補任された人を贖労人とも称され、主に六衛府の舎人や諸国の検非違使・弩師などに補任された。
贖労銭は官に金銭が入り、しかも続労の人員管理の手間も省けることから広く行われるようになり、「続労」とともに「贖労」が併用され、やがて金銭で労を得るという意味の「贖労」のみが用いられるようになった。また、当初は労の不足分を補うために運用されていたものが、後には出仕の実績が無くても贖労銭の納付のみで労の要件を満たしたとして補任されるケースも現れるようになったことで、実際に続労（贖労）に就く者が減少したこともあり、寛平8年（896年）散位寮は廃止されることになる。
その一方で贖労銭は次第に売官制度としても悪用されるようになり、畿内やその周辺の有力な農民が資格もないのに贖労銭を納めて舎人などの下級官人の地位を得て課役を免除される例も増加して社会問題化した。そのため、奈良時代の後期には贖労銭を廃止する動きもあった（『続日本紀』天平9年10月丁未条・天平宝字8年12月辛卯条）。また、平安時代初期における健児導入の背景の1つとして続労の枠を拡大する意図も有していた。それでも額外になってしまった人々からの要望や朝廷の財政難もあってこの制度は復活され、後の成功などの売官制度へと発展することとなった。
なお、平城宮の発掘調査によって神亀年間に贖労銭が行われたことを示す木簡が発見されており、それによれば贖労銭の納入額は1人あたり500文が原則であったとみられている。